# Беларус-09Н
Мотоблок BELARUS-09Н предназначен для выполнения пахоты легких почв, боронования, культивации, междурядной обработки картофеля и свеклы, кошения трав в садах и огородах, на пришкольных и приусадебных участках, а также для транспортирования грузов, стационарных работ с приводом от ВОМ.
Мотоблок BELARUS идеально подходит для использования в фермерских и приусадебных хозяйствах, на животноводческих фермах, для работы в теплицах, садах, огородах, парках и скверах, на пришкольных участках и т. п. Мотоблок BELARUS-09H имеет широкий ассортимент малогабаритного навесного оборудования для сельскохозяйственных и коммунальных работ.

## История
Мотоблок BELARUS-09Н был сконструирован в 1992 году. Первый мотоблок сошёл с конвейра в этом же году. За все эти годы трактор модифицировался. БBELARUS09Н — это модификация изначально выпускавшегося мотоблока БBELARUS05.
В декабре 2009 года «Сморгонский агрегатный завод» выпустил 15-тысячный мотоблок. Мотоблоки пользуются у потребителей хорошим спросом и поэтому 5 тысяч мотоблоков было изготовлено в течение последних полутора лет. Каждый месяц с конвейера сходило ~350 мотоблоков, которые комплектовались различным навесным и прицепным оборудованием.
11 марта 2011 года на «Сморгонском агрегатном заводе» был собран 20-тысячный мотоблок. Каждый месяц с конвейера завода сходит ~400 мотоблоков. Мотоблоки кроме Белоруссии поставляются в основном в такие страны как Россия, Украина, Литва, Латвия, Эстония, а в последнее время в Венесуэлу и США.

## Конструкция

### Двигатель
На мотоблоках BELARUS-09Н устанавливались одноцилиндровые четырёхтактные бензиновые двигатели Honda GX270, Lifan LF177 или Kipor KG280. Рабочий объём двигателя — 270 см3. Номинальная мощность 6,6 кВт (9 л.с.).

### Трансмиссия
Мотоблоки BELARUS-09Н комплектовались только механической трансмиссией. муфта сцепления многодисковая, постоянно замкнутая, работающая в масляной ванне с ручным управлением; коробка передач механическая, ступенчатая, с постоянным зацеплением шестерен. Количество передач 4 вперёд, 2 назад.

## Общая характеристика
Муфта сцепления — многодисковая, работающая в масле, с ручным управлением. Коробка перемены передач — ступенчатая, механическая с постоянным зацеплением шестерен. Главная передача — конические шестерни со спиральным зубом. Дифференциал — шестеренчатый конический с принудительной блокировкой. Конечные передачи — одноступенчатые с цилиндрическими шестернями. Ходовая система — колесная формула 2×2. Колеса мотоблока с пневматическими шинами 6L-12. Давление воздуха в шинах в зависимости от нагрузки 0,08 — 0,12 МПа. Управление подачей топлива — рычагом с тросовым приводом. Управление коробкой перемены передач — рычагами через систему тяг. Управление валом отбора мощности — рычагом на корпусе трансмиссии. Управление блокировкой дифференциала — рычагом через систему тяг. Рулевое управление — штанговое, регулируемое по высоте и в горизонтальной плоскости с возможностью переналадки на реверсивное, положение влево или вправо на угол 15°. Тормозная система — агрегат из мотоблока и прицепа (тормоза установлены на прицепе) оборудован тормозами с возможностью торможения агрегата в движении и на стоянке. Вал отбора мощности с частотой вращения (при номинальной частоте вращения коленчатого вала) — 1200 об/мин. Прицепное устройство — скоба со шкворнем, сцепка трубчатой формы. Высота присоединительного места — 369,5 мм.
| Техническая характеристика |                        |                        |                        |
| Наименование параметра | Значение параметра     | Значение параметра     | Значение параметра     |
| Наименование параметра | BELARUS-09Н-01         | BELARUS-09Н-02         | BELARUS-09Н-03         |
| Марка двигателя | Honda GX270            | Lifan LF177            | Kipor KG280            |
| Масса эксплуатационная, кг | 174                    | 174                    | 174                    |
| Число передач: - переднего хода - заднего хода | 4 2                    | 4 2                    | 4 2                    |
| Скорость, км/ч а) переднего хода: 1) наименьшая замедленная 2) наибольшая рабочая б) заднего хода: 1) наименьшая 2) наибольшая                                                                 | 2,6 11,4 3,0 5,35      | 2,6 11,4 3,0 5,35      | 2,6 11,4 3,0 5,35      |
| Габаритные размеры, мм - длина - ширина (при колее колес 800 мм) - высота | 1780 850 1070          | 1780 850 1070          | 1780 850 1070          |
| Агротехнический просвет, мм | 295±10                 | 295±10                 | 295±10                 |
| Колея, мм | 450±30, 600±30, 700±30 | 450±30, 600±30, 700±30 | 450±30, 600±30, 700±30 |
| Радиус поворота при колее 450 мм, м, не более | 1                      | 1                      | 1                      |
| Наибольшая масса буксируемого прицепа (по покрытиям и грунтовым дорогам), кг | 650                    | 650                    | 650                    |
| Максимальная вертикальная нагрузка, действующая на сцепное устройство мини-трактора от массы груженого прицепа, кг                                                                             | 50                     | 50                     | 50                     |
| Двигатель: а) номинальная мощность, кВт б) частота вращения коленчатого вала при номинальной мощности, мин-1 в) удельный расход топлива при минимальном режиме, г/(кВт·ч), не более г) топливо | 6,6 3600±50 313 АИ-92  | 6,6 3600±50 313 АИ-92  | 6,6 3600±50 313 АИ-92  |

## Дополнительное оборудование
| Внешние изображения | Внешние изображения   |
| ------------------- | --------------------- |
|                     | Картофелекопалка КМ-2 |

| Внешние изображения | Внешние изображения          |
| ------------------- | ---------------------------- |
|                     | Прицеп мотоблочный ПМ-00.000 |

| Внешние изображения | Внешние изображения    |
| ------------------- | ---------------------- |
|                     | Косилка роторная КРМ-1 |

| Внешние изображения | Внешние изображения     |
| ------------------- | ----------------------- |
|                     | Щетка коммунальная ЩК-1 |

| Внешние изображения | Внешние изображения |
| ------------------- | ------------------- |
|                     | Отвал навесной ОН-1 |

| Внешние изображения | Внешние изображения             |
| ------------------- | ------------------------------- |
|                     | Плуг универсальный ПУ-00.000-01 |

| Внешние изображения | Внешние изображения          |
| ------------------- | ---------------------------- |
|                     | Культиватор-борона КБ-00.000 |

| Внешние изображения | Внешние изображения      |
| ------------------- | ------------------------ |
|                     | Фреза почвенная ФР-00010 |

| Внешние изображения | Внешние изображения                |
| ------------------- | ---------------------------------- |
|                     | Окучник универсальный ОУ-00.000-01 |

| Внешние изображения | Внешние изображения   |
| ------------------- | --------------------- |
|                     | Снегоочиститель СН-1М |

## Прейскурант
Прейскурант на мини-трактора «BELARUS-132Н» и мотоблоки «BELARUS-09Н», а также на дополнительное оборудование представлен на «Официальном сайте завода». 